# Bissey-la-Pierre
Bissey-la-Pierre är en kommun i departementet Côte-d'Or i regionen Bourgogne-Franche-Comté i östra Frankrike. Kommunen ligger i kantonen Laignes som tillhör arrondissementet Montbard. År 2022 hade Bissey-la-Pierre 68 invånare.

## Befolkningsutveckling
Antalet invånare i kommunen Bissey-la-Pierre
Referens:INSEE